# Ivo Vanderlinde
Ivo Vanderlinde (Braço do Norte, 19 de setembro de 1942) é um político brasileiro.

## Vida
Nasceu em Pinheiral, distrito de Braço do Norte. Filho de Martinho Vanderlinde e de Laura Pereira Vanderlinde. Casou com Irmelinda Ricken Vanderlinde, com quem teve cinco filhos.

## Carreira
Foi deputado à Câmara dos Deputados na 47ª legislatura (1983 — 1987) e na 48ª legislatura (1987 — 1991), eleito pelo Partido do Movimento Democrático Brasileiro (PMDB).